# 石山站 (平安南道)
石山站（韓語：석산역）是朝鮮民主主義人民共和國平安南道北仓郡的一個鐵路車站，属于得場線。

## 邻近车站
得將線
得将站 - 石山站